# Воеводин, Михаил Викторович
Михаи́л Ви́кторович Воево́дин (3 мая 1975, Москва) — российский топ-менеджер, бывший генеральный директор корпорации ВСМПО-АВИСМА.

## Биография
Михаил Воеводин родился 3 мая 1975 года в Москве.
- В 1996 году окончил Российскую экономическую академию им. Г. В. Плеханова по специальности «экономическая кибернетика»[2].
- В 2001 году — Дипломатическую академию МИД России по специальности «международные отношения»[2].
- С 2002 года занимал руководящие должности в ООО «ОборонИмпэкс» — дочерняя компания ФГУП «Рособоронэкспорт» и ВЭБ[3].
- С 2002 года работает в ООО «Проминвест» (новое название ООО «ОборонИмпэкс» после переименования и вхождения в группу РТ в качестве инвестиционной компании) заместителем генерального директора[2].
- В 2004 году — становится заместителем генерального директора ООО «ОборонИмпэкс»[2].
- В 2005 году — назначен первым заместителем генерального директора ООО «Проминвест»[4].
- В 2006 году — становится членом Совета Директоров ВСМПО[3].
- В 2008—2009 годах — руководит «Проминвестом» в должности исполнительного директора[2].
- С 2009 года — назначен президентом ОАО «ВСМПО-АВИСМА». В том же году стал генеральным директором ОАО «ВСМПО-АВИСМА»[4].
- В мае 2020 года, в разгар пандемии COVID-19 покинул пост генерального директора ОАО «ВСМПО-АВИСМА»[5].
- А в августе 2020 года было возбуждено уголовное дело в отношении бывшего гендиректора корпорации «ВСМПО-Ависма», его обвиняли в злоупотреблении полномочиями и мошенничестве в особо крупном размере[6], но в октябре 2021 года уголовное дело было прекращено и сторона обвинения предложила ограничиться назначением ему судебного штрафа[7].

## Работа на посту гендиректора ВСМПО-АВИСМА
В 2009 году в условиях экономического кризиса, когда Михаил Воеводин стал гендиректором ВСМПО-АВИСМА, было принято решение о сокращении масштабов инвестиционной программы, однако за счет продления сроков её действия модернизацию производства удалось продолжить. «Во многом программа строилась под планы авиаконцернов, у которых пик потребления должен был начаться в 2012—2013 годах, — говорил по поводу первоначальной инвестиционной программы гендиректор компании Михаил Воеводин. — Но в конце 2008 года стало понятно, что пика не будет, и сроки реализации инвестпрограммы сместили на 2015 год, что позволит не только растянуть платежи, но и переосмыслить саму программу. Кризис — это иногда хорошо». Увольнений в кризис на предприятии не было, вместо этого была сокращена рабочая неделя.

## Награды
- Орден Дружбы (2019 год) — за значимый вклад в укрепление позиций России в международном пространстве. Вручён 21 ноября 2019 года Президентом Российской Федерации Владимиром Владимировичем Путиным в Екатерининском зале Кремля[11]
- «Знак Королёва» Федерального космического агентства (2011 год) — за достигнутые успехи[2]